# Motosacoche

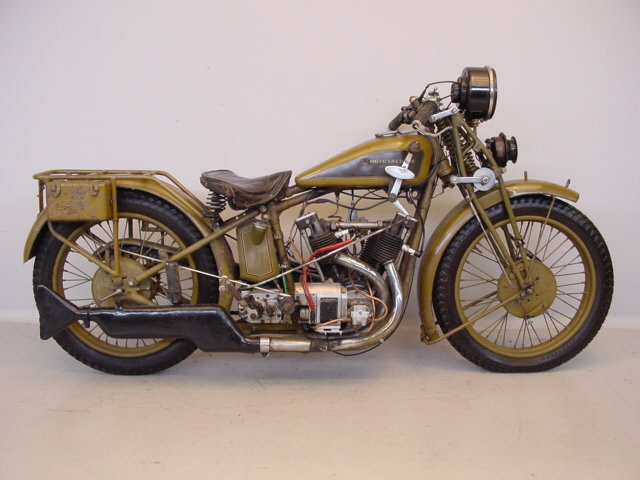
Motosacoche Grand Tourisme 750 cc uit 1929

Motosacoche (of MAG) is een historisch Zwitsers merk van inbouwmotoren en motorfietsen.
Motosacoche Societé en Commendite H. & A. Dufaux & Cie, later S.A, H. & A. Dufaux & Cie en Motosacoche S.A., Rue Acasias, Genève (1899-1957).

## Geschiedenis
Motosacoche was een Zwitsers motormerk van Henri en Armand Dufaux dat zijn oorsprong vond in de levering van kant en klare 211 cc inbouwblokken (power units), die motortas (motosacoche) werden genoemd en aanvankelijk onder de naam MADC werden verkocht. Het blok werd compleet met tank en elektrische installatie met vleugelmoeren en haken aan een fietsframe gehangen en was voorzien van zijplaten die het geheel netjes verborgen en bovendien lucht naar het motorblokje voerden.
Deze blokjes werden ook onder de naam MAG (Motosacoche Acacias Genève) verkocht. Er was al snel een Britse vestiging en deze bouwde de Motosacocheblokken in versterkte fietsframes die waarschijnlijk bij Royal Enfield werden gemaakt. Waarschijnlijk onder druk van de Engelsen ging MAG complete motorfietsen maken.
In het begin construeerden ze een 215 cc gemotoriseerde fiets, later 241- en 290 cc clip-on motoren, eencilinders en V-twins van 246- tot 996 cc en complete motorfietsen, zoals de “vliegende banaan” (Motosacoche A 50). Onder de naam Dufaux werden aan het begin van de twintigste eeuw motorfietsen met een zevencilinder stermotor in het achterwiel geproduceerd.
Motosacoche had ook vestigingen in Lyon en Turijn en leverde motorblokken aan bekende merken als Ariel, Brough Superior, Gillet, Triumph en vooral Monet-Goyon.
MAG-blokken stonden bekend vanwege hun goede kwaliteit. Tijdens de depressie in de jaren dertig concentreerde Motosacoche zich op stationaire motoren voor de industrie, hoewel ook nog motorfietsen werden gemaakt. Bert le Vack ontwikkelde in die tijd de meeste blokken.
Na 1945 construeerde Dougal Marchant een 235 cc prototype en in de jaren vijftig een 248 cc kopklepper met cardanaandrijving.
In 1953 bouwde Motosacoche een motorfiets met een Opti-inbouwmotor (ontworpen door Küchen), die echter niet meer in serieproductie ging. Waarschijnlijk zijn er ongeveer 300 van gebouwd.(bron:"Motorradfahren in der Schweiz" Band 2)

## Spot- en bijnamen
Motosacoche A 50 1930: Vliegende banaan (naar de banaanvormige tank)

## Afbeeldingen

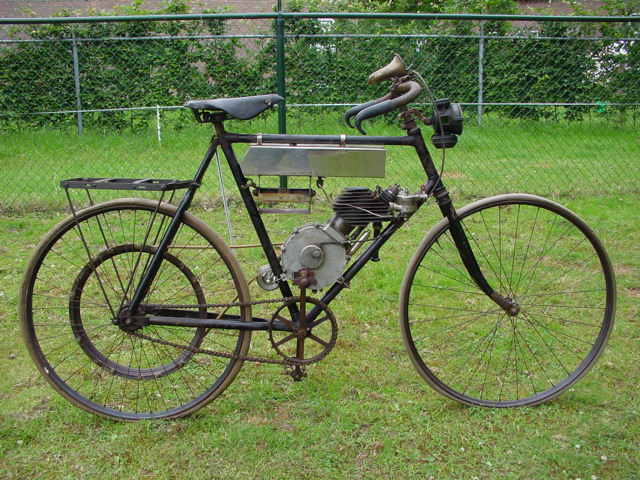
Deze 200 cc Motosacoche uit 1902 heeft nog een echte "motortas" aan het frame hangen.
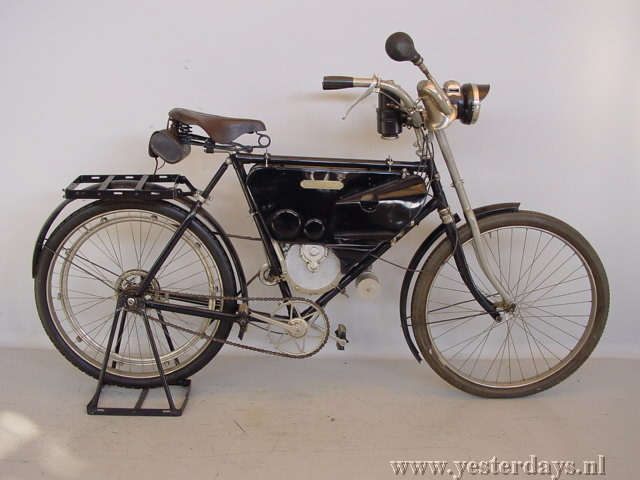
Motosacoche Model MT (225 cc) uit 1905
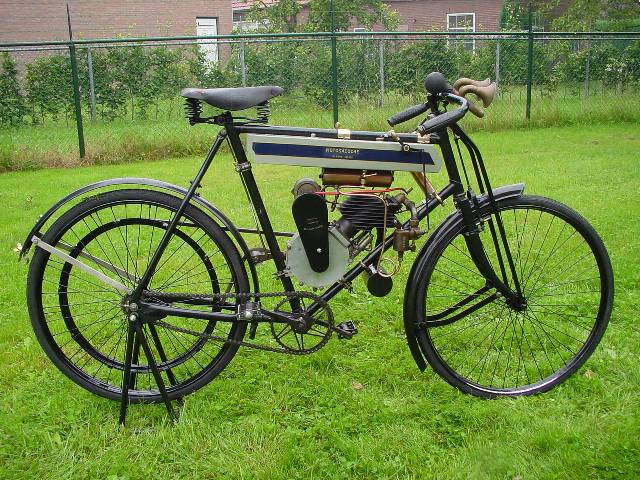
Motosacoche 225 cc uit 1908
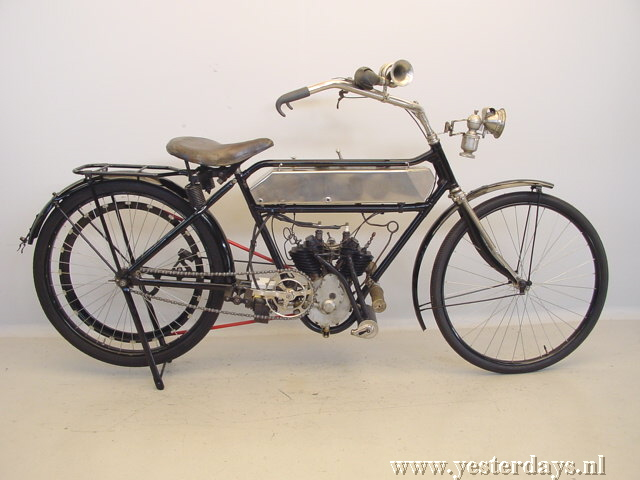
Motosacoche 375 cc twin uit 1908
Motosacoche met ski’s (1914-1918)
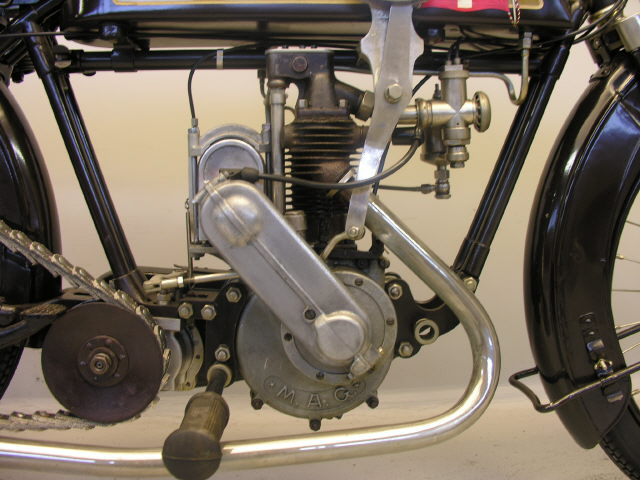
MAG 250 cc motorblok uit 1923
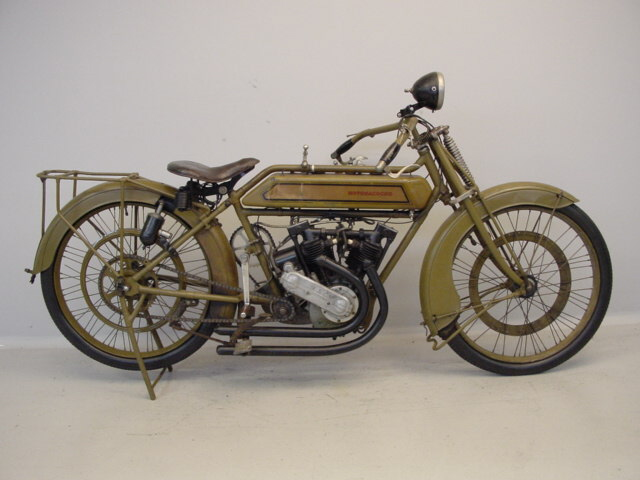
Deze Motosacoche Model 2C10 uit 1924 had een 500 cc kop/zijklepmotor.
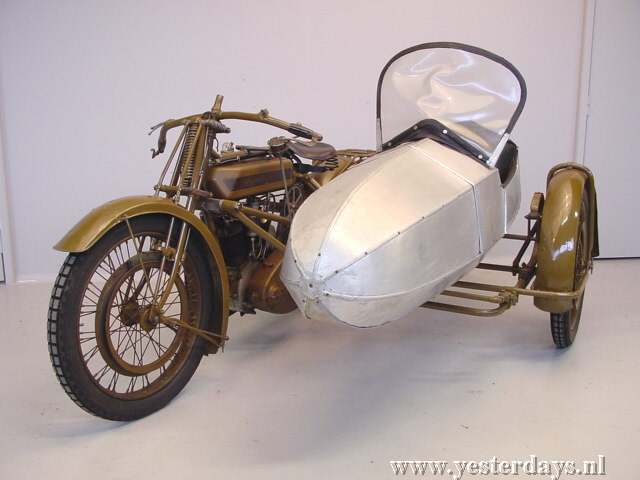
Motosacoche Model 2C12 (600 cc) Sport-zijspancombinatie uit 1924
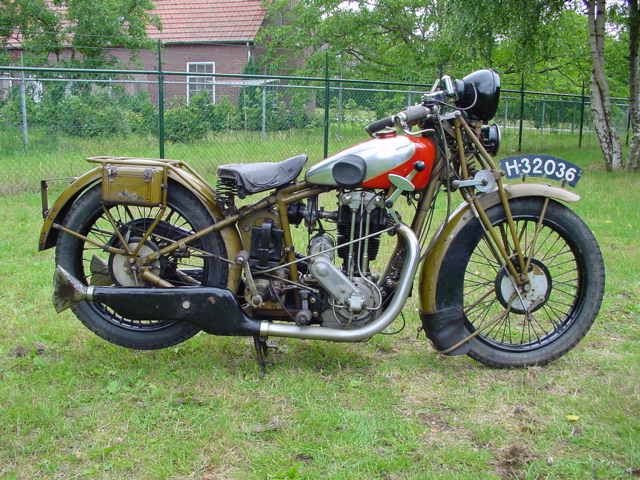
Motosacoche 500 cc uit 1930
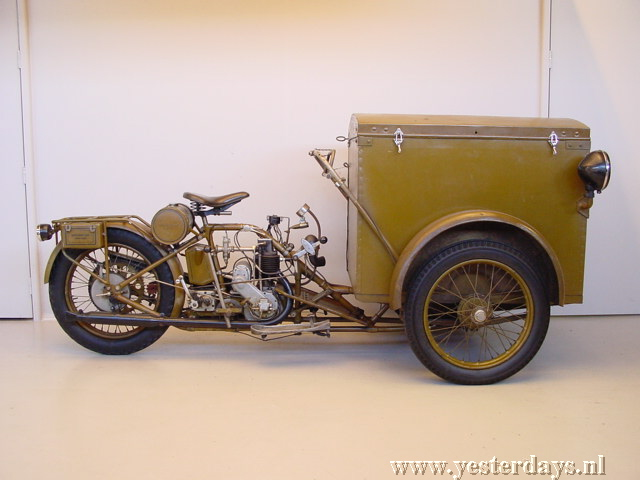
Motosacoche triporteur uit 1932